# Juan XXIII (antipapa)
Juan XXIII (en latín: Ioannes XXIII), nacido Baldasarre Cossa (Procida, 1370-Florencia, 22 de diciembre de 1419), fue un antipapa de la Iglesia católica durante parte del denominado Cisma de Occidente entre 1410 y 1415. Antes de ser antipapa fue camarlengo de Bonifacio IX. Fue depuesto y encarcelado para después ser liberado y nombrado arzobispo y cardenal de la Santa Iglesia católica  obedeciendo a Martín V. Murió a los pocos meses.
Es el cuarto de los antipapas de ese cisma. Stephen Greenblatt señala que estudió jurisprudencia en la Universidad de Bolonia donde obtuvo dos doctorados, en derecho civil y en derecho canónico y que se le consideraba persona enérgica y astuta. Se le ha descrito como una persona ambiciosa, mundana, nada espiritual ni preparada para asuntos espirituales y sí como un codicioso político, aunque por otra parte, el especialista en historia medieval Luis Suárez Fernández señala que: "Es indudable que tales exageraciones no pueden ser admitidas como fidedignas."

## Biografía
Nacido como Baltasar Cossa en el seno de la noble familia de los Cossa, en su juventud inició la carrera militar que abandonaría para dedicar su vida a la Iglesia, comenzando la carrera eclesial como canónigo en Bolonia, ciudad en la que se doctoró en Derecho canónico en 1389.
En 1402 fue nombrado cardenal por el papa Bonifacio IX, pasando al año siguiente a actuar como legado papal en la Romaña.
En mayo de 1408, ante la negativa del papa Gregorio XII a reunirse con el papa de Aviñón, Benedicto XIII, para poner fin al Cisma de Occidente, el cardenal Baltassare Cossa será uno de los siete cardenales de la curia romana que, de acuerdo con otros cardenales de la curia aviñonense, propondrá la celebración de un concilio en Pisa con el objetivo de deponer a ambos papas y elegir uno nuevo.
El Concilio de Pisa, celebrado en 1409, decretó la deposición de los dos papas reinantes y eligió a Alejandro V, pero al no lograr la renuncia de los papas depuestos, la Iglesia se vio gobernada simultáneamente por tres papas, el romano Gregorio XII, el aviñonense Benedicto XIII y el pisano Alejandro V.

## Elección como papa Juan XXIII
En 1410, a la muerte de Alejandro V, los cardenales pisanos nombran sucesor al cardenal Baltasar Cossa, que adoptaría el nombre de Juan XXIII, para lo cual fue ordenado como obispo el 24 de mayo de 1410 y consagrado y coronado papa al día siguiente. Ese mismo año tomó partido por el rey Segismundo de Hungría que se había declarado a sí mismo rey de romanos en septiembre (y en 1419 coronado rey de Bohemia, así como en 1433 sería coronado emperador del Sacro Imperio Romano Germánico por el papa Eugenio IV).

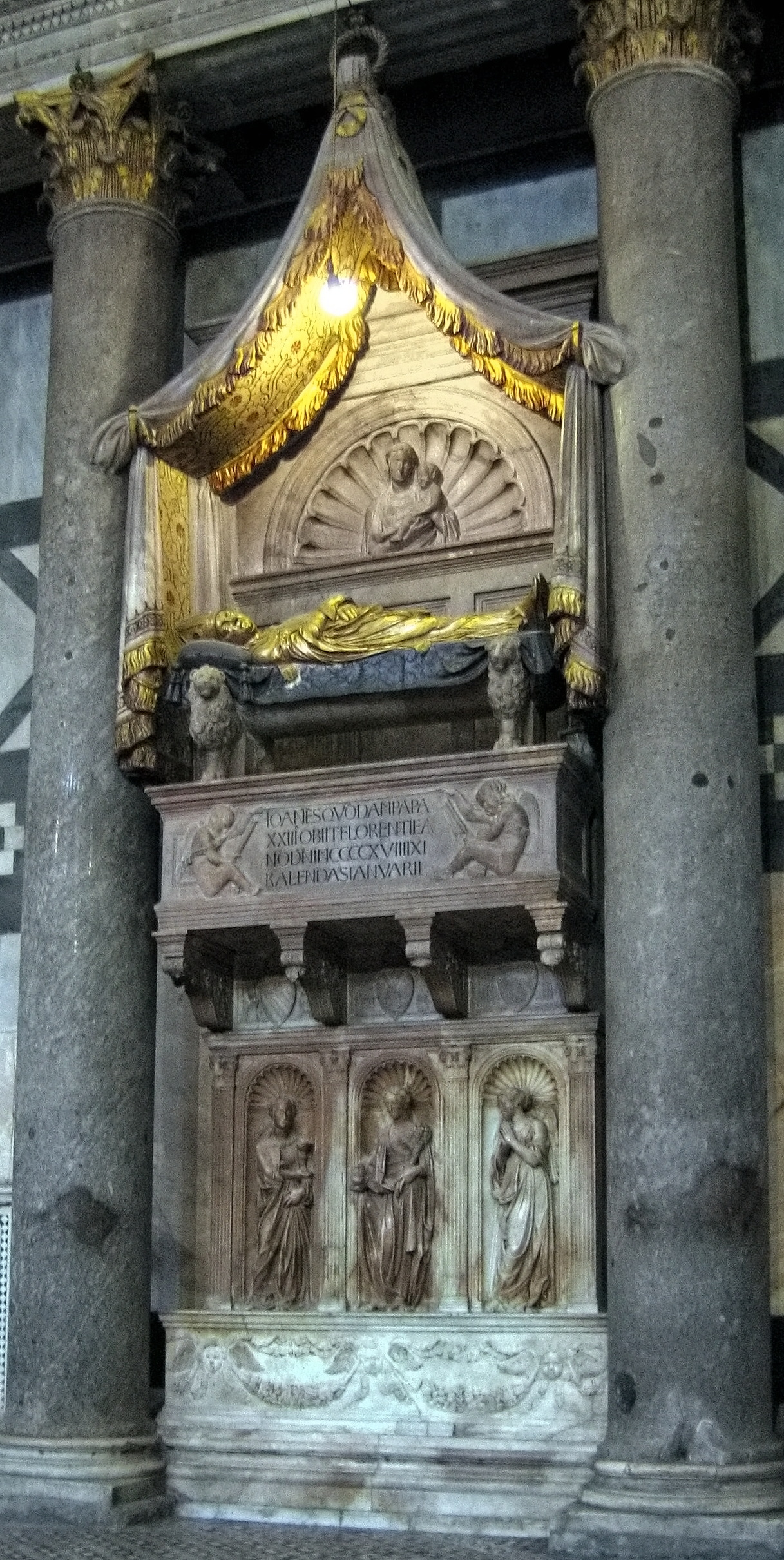
Tumba del antipapa Juan XXIII.

Como papa apoyó, en la disputa por el reino de Nápoles, a Luis de Anjou frente a  Ladislao I de Nápoles que era partidario del papa Gregorio XII. En 1411 Luis de Anjou y Juan XXIII se dirigieron a Roma al frente de un ejército y derrotaron a Ladislao I en la Batalla de Roccasecca. Sin embargo, la vuelta de Luis a Francia hizo que Ladislao se rehiciera militarmente y obligara a Juan XXIII a negociar con él, llegando ambos a un acuerdo por el que el papa le retiraba la excomunión que había lanzado contra él, le otorgaba el reino de Nápoles y reconocía la conquista de Sicilia, mientras que Ladislao abandonaba la causa de Gregorio XII y reconocía a Juan XXIII como papa legítimo.
Obedeciendo una resolución del Concilio de Pisa, Juan XXIII convocó un concilio que habría de reunirse en 1412 en Roma y que sólo logró la condena de los escritos de John Wickliffe.
En 1413 las relaciones entre Juan XXIII y Ladislao I se deterioraron hasta tal punto que este invadió los territorios papales, obligando a Juan XXIII a huir con sus cardenales y a refugiarse en Florencia, donde contó con la protección del rey Segismundo de Luxemburgo de Hungría a cambio de la convocatoria de un nuevo concilio que acabara con el cisma y que habría de celebrarse en Constanza en 1414 bajo la presidencia de Juan XXIII.

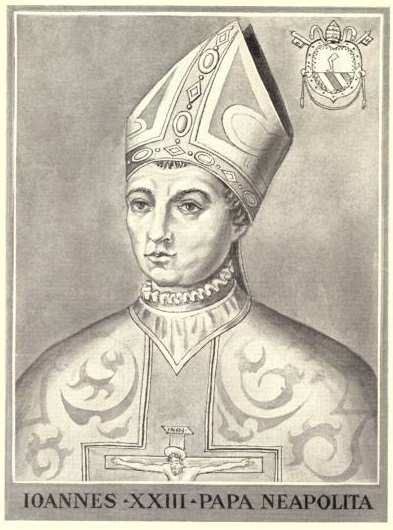
Ioannes XXIII Papa Neapolita, grabado de en (c. 1842)

El 4 de noviembre de 1414 se inicia el Concilio de Constanza y, a pesar de estar presidido por Juan XXIII, pronto empieza a tomar un rumbo contrario a la pretensión de este de ser nombrado único pontífice de la cristiandad. Por ello decide huir de Constanza el 20 de marzo de 1415. Interceptado, fue devuelto al concilio que había declarado su supremacía sobre el papa y fue formalmente depuesto el 29 de mayo de 1415 acusado de herejía, simonía, cisma, asesinato, violación, sodomía e incesto. Juan XXIII se sometió al juicio del concilio y fue encarcelado.

## Fallecimiento
Cuando el concilio eligió a Martín V como nuevo pontífice, fue liberado y tras prestar obediencia al nuevo papa, este le nombró, en 1419, obispo de Frascati, sin embargo falleció ese mismo año en Florencia y fue sepultado dentro del baptisterio, en un monumento fúnebre obra de Donatello.

## En la cultura popular
En octubre de 2016 Juan XXIII fue interpretado por el actor Steven Waddington en la miniserie Medici: Masters of Florence.

## Sucesión
| Predecesor: Jean Allarmet de Brogny | Decano del Colegio Cardenalicio 1419 | Sucesor: Jean Allarmet de Brogny |